# 武始県
武始県（ぶし-けん）は、中華人民共和国河北省にかつて存在した県。現在の邯鄲市南西部に相当する。
前漢により設置され、後漢により廃止された。